# Louis-Paul Du Vaucel
Louis-Paul Du Vaucel, né en 1641 à Évreux et mort le 22 juin 1715 à Maastricht, est un ecclésiastique français.

## Biographie
Né dans une famille bourgeoise, Du Vaucel a étudié le droit et la théologie, surtout l’augustinisme.
Théologal de l’évêque d’Alet, il s’est retrouvé compromis dans l’affaire de la régale, lorsque cet évêque s’occupait d’envoyer à Rome les actes et les mémoires touchant cette affaire, avec une lettre au pape Innocent XI. Il a reçu une lettre de cachet qui le reléguait à Saint-Pourçain, dans l’extrémité de l’Auvergne. Parti d’Alet le 5 aout 1677, pour se rendre au lieu de son exil, il a rejoint Antoine Arnauld à Delft, en 1681. Possédant plusieurs idiomes et surtout les langues anciennes, l’année suivante, il a été chargé, après ce court séjour en Hollande, par Arnauld et ses amis, d’aller s’établir à Rome, et y servir les jansénistes par ses négociations et par ses écrits.
Arrivé à Rome au mois d’octobre 1682, il y est demeuré 20 ans, connu seulement dans cette ville sous le nom de « Mr. Valloni ». Arnauld lui a écrit très souvent, du 20 octobre 1682 jusqu’au 30 juillet 1690, neuf ou dix jours avant sa mort. Demeuré d’abord dans un grand secret à Rome, il s’y est ensuite fait des amis et eu ses entrées chez les Cardinaux. Il a été chargé de plusieurs affaires, et le Pape lui-même l’a admis souvent à son audience. En 1694, il lui a même confié les affaires de la Mission de Hollande. Après avoir quitté Rome, il a parcouru la plupart des villes d’Italie et séjourné dans plusieurs. Il était à Gènes en 1711, et en 1715, à Mastricht, où il est mort.
On lui doit des Observations sur la Philosophie de Descartes, où il prend ouvertement position contre la philosophie cartésienne.

## Publications
- Vie de Monsieur Pavillon, évêque d’Alet
  - Vie de Monsieur Pavillon, évêque d’Alet, t. 1 : Première partie, livre premier & second (d’après les mémoires de l’abbé L. P. Duvaucel), Saint Miel, 1738, 142 p. (lire en ligne).
  - Vie de Monsieur Pavillon, évêque d’Alet, t. 2 : Seconde partie, livre premier (d’après les mémoires de l’abbé L.P. Duvaucel), Saint Miel, 1738, 494 p. (lire en ligne).
  - Vie de Monsieur Pavillon, évêque d’Alet, t. 3 : Seconde partie, livre second (d’après les mémoires de l’abbé L.P. Duvaucel), Saint Miel, 1738, 432 p. (lire en ligne).
- Observations sur la philosophie de Descartes, 1680.